# Klockbergets naturreservat
Klockberget är ett naturreservat i Svenneby socken i Tanums kommun i Bohuslän.
Området avsattes som naturminne 1932 och som naturreservat 2011. Det är en 0,15 hektar stor klippa och beläget precis intill Svenneby gamla kyrka, cirka 2,7 km norr om Bovallstrand vid vägen mot Hamburgsund. 
Berghällen ville man skydda från åverkan i en tid då berg och sten bröts på många håll i Bohuslän. På berget står kyrkans klockstapel med en klocka från 1200-talet.